# Marco Borgnino
Mauro Borgnino (Rafaela, 25 ottobre 1997) è un calciatore argentino, attaccante dell'Alvarado.

## Caratteristiche tecniche
È un'ala.

## Carriera
Cresciuto nelle giovanili dell'Atlético Rafaela, ha esordito in prima squadra il 3 giugno 2016 in occasione del match di Copa Argentina vinto ai rigori contro il Ferro Carril Oeste.

## Statistiche

### Presenze e reti nei club
Statistiche aggiornate al 25 settembre 2019.
| Stagione                   | Squadra                    | Campionato                 | Campionato | Campionato | Coppe nazionali | Coppe nazionali | Coppe nazionali | Coppe continentali | Coppe continentali | Coppe continentali | Altre coppe | Altre coppe | Altre coppe | Totale | Totale | Totale |
| Stagione                   | Squadra                    | Comp                       | Pres       | Reti       | Comp            | Pres            | Reti            | Comp               | Pres               | Reti               | Comp        | Pres        | Reti        | Pres   | Reti   |        |
| -------------------------- | -------------------------- | -------------------------- | ---------- | ---------- | --------------- | --------------- | --------------- | ------------------ | ------------------ | ------------------ | ----------- | ----------- | ----------- | ------ | ------ | ------ |
| 2016-2017                  | Atlético Rafaela           | PD                         | 16         | 3          | CA              | 2               | 0               |                    | -                  | -                  |             | -           | -           | 18     | 3      |        |
| 2017-2018                  | Estudiantes (LP)           | PD                         | 8          | 0          | CA              | 0               | 0               | CL                 | 0                  | 0                  |             | -           | -           | 8      | 0      |        |
| 2018-2019                  | Atlético Rafaela           | PD                         | 15         | 7          | CA              | 1               | 1               |                    | -                  | -                  |             | -           | -           | 16     | 8      |        |
| Totale Atlético de Rafaela | Totale Atlético de Rafaela | Totale Atlético de Rafaela | 31         | 10         |                 | 3               | 1               |                    |                    |                    |             |             |             | 34     | 11     |        |
| 2019-2020                  | Nacional                   | PL                         | 3          | 1          | TP+TdL          | 0               | 0               |                    | -                  | -                  |             | -           | -           | 3      | 1      |        |
| Totale carriera            | Totale carriera            | Totale carriera            | 42         | 11         |                 | 3               | 1               |                    | 0                  | 0                  |             | -           | -           | 45     | 12     |        |